# Shin’ichirō
Shin’ichirō (jap. しんいちろう, シンイチロー) – męskie imię japońskie.

## Możliwa pisownia
Do zapisania „shin” używa się różnych znaków, o różnym znaczeniu (np. 真 „prawda”, 新 „nowy”, 心 „serce”, 信 „wiara”). Znaki użyte do zapisania „ichirō” (一郎) znaczą „pierwszy, syn”. Mogą to być także samodzielne imiona.

## Znane osoby
- Shin’ichirō Ikebe (晋一郎), japoński kompozytor współczesnej muzyki poważnej
- Shin’ichirō Kuwada (慎一朗), japoński piłkarz
- Shin’ichirō Miki (眞一郎), japoński seiyū
- Shin’ichirō Sawai (信一郎), japoński reżyser filmowy i scenarzysta
- Shin’ichirō Takahashi (真一郎), japoński piłkarz
- Shin’ichirō Tani (真一郎), japoński piłkarz
- Shin’ichirō Tomonaga (振一郎), japoński fizyk
- Shin’ichirō Watanabe (信一郎), japoński reżyser, scenarzysta i producent

## Fikcyjne postacie
- Shin’ichirō Minato (真一朗), bohater serii Sukisho
- Shin’ichirō Nakagami (眞一郎), główny bohater anime True Tears
- Shin’ichirō Ōtori (榊一郎), bohater mangi i anime Seikon no Qwaser